# S/2004 S 29
S/2004 S 29 — естественный спутник Сатурна. Его открытие было объявлено Скоттом Шеппардом, Дэвидом Джуиттом и Дженом Клина 7 октября 2019 года из наблюдений, проведённых в период с 12 декабря 2004 года по 17 января 2007 года. Постоянное название ему было присвоено в августе 2021 года.
Диаметр S/2004 S 29 — около 4 км, большая полуось —  17 470 700 км, период обращения — 858,77 земных суток, обращается вокруг Сатурна с прямым направлением под наклоном 44,43° к плоскости эклиптики, эксцентриситет орбиты — 0,472.